# Nitrógeno líquido

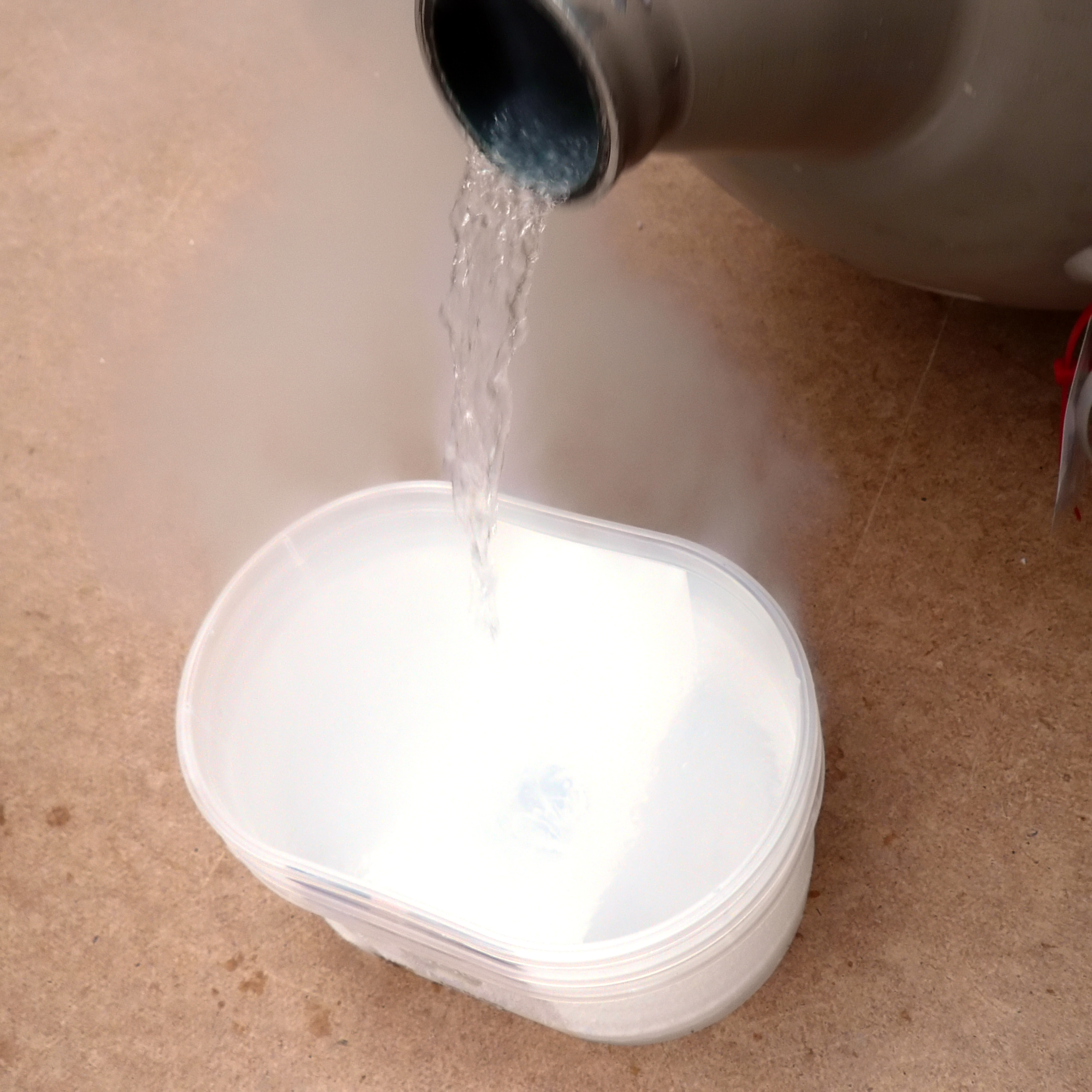
Nitrógeno líquido.

El nitrógeno líquido es nitrógeno puro en estado líquido a una temperatura igual o menor a su temperatura de ebullición, que es de −195,8 °C a una presión de una atmósfera. El nitrógeno líquido es incoloro e inodoro. Su densidad en el punto triple es de 0,807 g/ml.
Se produce industrialmente en grandes cantidades por destilación fraccionada del aire líquido. A la hora de manipular es recomendable leer la HDSP (hoja de seguridad del producto) debido a que es un gas inerte (desplaza el oxígeno) y debido a su baja temperatura puede producir quemaduras.

## Usos

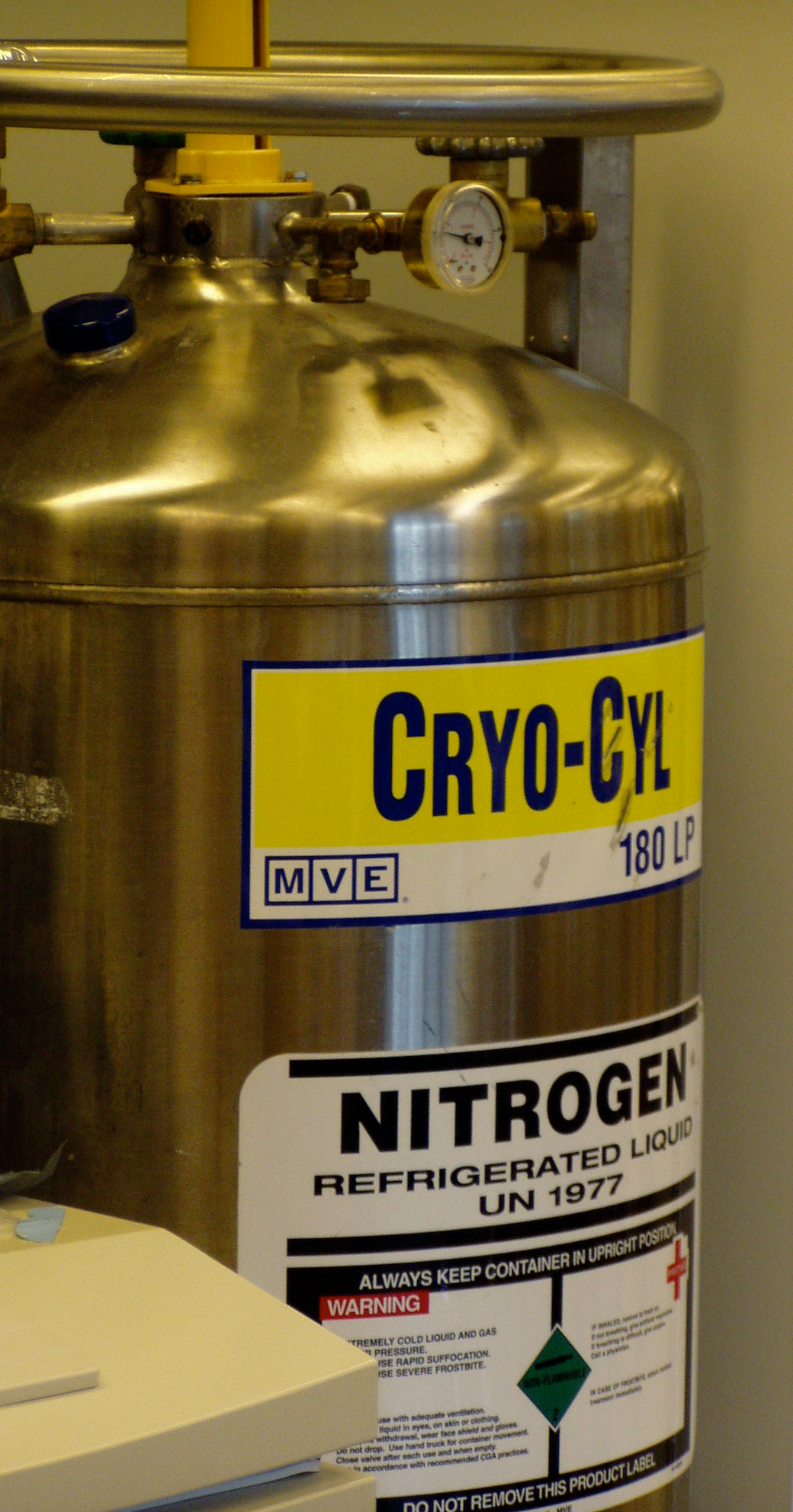
Tanque de nitrógeno líquido.

El nitrógeno líquido es una fuente de fácil transporte y compacta de gas nitrógeno sin presurización. Además, su capacidad para mantener temperaturas muy por debajo del punto de congelación del agua hace que sea muy útil en una amplia gama de aplicaciones, principalmente como un ciclo abierto de refrigerante, incluyendo:
- En obra pública se emplea para sellar las vías de agua en la construcción de túneles bajo el agua o nivel freático del terreno, aplicando con lanzas en el interior de las fisuras por donde penetra el agua, el nitrógeno líquido la congela taponando así la vía y dando tiempo a aplicar colas u otros materiales sellantes.
- Es también empleado en la criogenia o conservación de muestras biológicas, para procurar una congelación rápida que evite el daño de estructuras.
- Como refrigerador para prácticas extremas de overclock.
- Como refrigerantes para las cámaras CCD astronomía.
- En laboratorios e industrias, en trampas frías para eliminar disolventes o agua en fase vapor para proteger una o varias bombas de vacío.
- Para almacenar células de muestra en un laboratorio.
- Como fuente de nitrógeno seco.
- Para la congelación y transporte de alimentos.
- Para conservación de sangre, esperma, óvulos u otra clase de muestras tisulares.
- Para congelar el agua de las cañerías en ausencia de válvula de paso.
- En crioterapia para la eliminación de cánceres de piel, verrugas o hemorroides.
- Para la promación de cadáveres.
- En la preparación de alimentos, como para hacer helado.
- Para preservar muestras de tejido de extirpaciones quirúrgicas para futuros estudios.
- En los pozos petroleros para solidificar el gas natural, facilitando su extracción.

## Peligros de su manipulación
Dado que desde la etapa de ebullición con el consiguiente paso de líquido a gas, la tasa de expansión volumétrica es 1:694, una gran cantidad de  fuerza de repulsión o presión positiva que se puede generar si el nitrógeno se evapora súbitamente. Un accidente en 2006 en la Universidad de Texas, los dispositivos de descompresión de los tanques de nitrógeno líquido fueron sellados con tapones de bronce. Como resultado, el tanque reventó. La fuerza de repulsión fue tal, que impulsó al tanque a través del propio techo de la sala.
Debido a su gélida temperatura, tocarlo directamente aunque sea por un segundo podría causar con toda seguridad graves quemaduras por frío.
El sumergir una extremidad corporal en un depósito con nitrógeno líquido puede causar la instantánea solidificación y desprendimiento del miembro sumergido.[cita requerida]
En 2012, a una adolescente británica se le tuvo que extirpar su estómago por consumir un reducido volumen de nitrógeno líquido en un cóctel frío.
El nitrógeno es inodoro, incoloro e insípido, y constituye el 78 % del aire. Podría producir asfixia sin ninguna sensación o advertencia previa.
Un asistente de laboratorio falleció en Escocia en 1999, aparentemente asfixiado después del derrame de nitrógeno líquido en un depósito del sótano.
No es que el nitrógeno sea tóxico (lo respiramos todo el tiempo), sino que, como cualquier otro gas, al aumentar su proporción en el aire puede ocasionar asfixia por desplazamiento del oxígeno.
Recipientes conteniendo nitrógeno líquido pueden condensar oxígeno del aire. El líquido en dicho recipiente se torna cada vez más rico en oxígeno (punto de ebullición 90 K) a medida que el nitrógeno se evapora, y puede causar una violenta oxidación en material orgánico.

## Enlaces externos

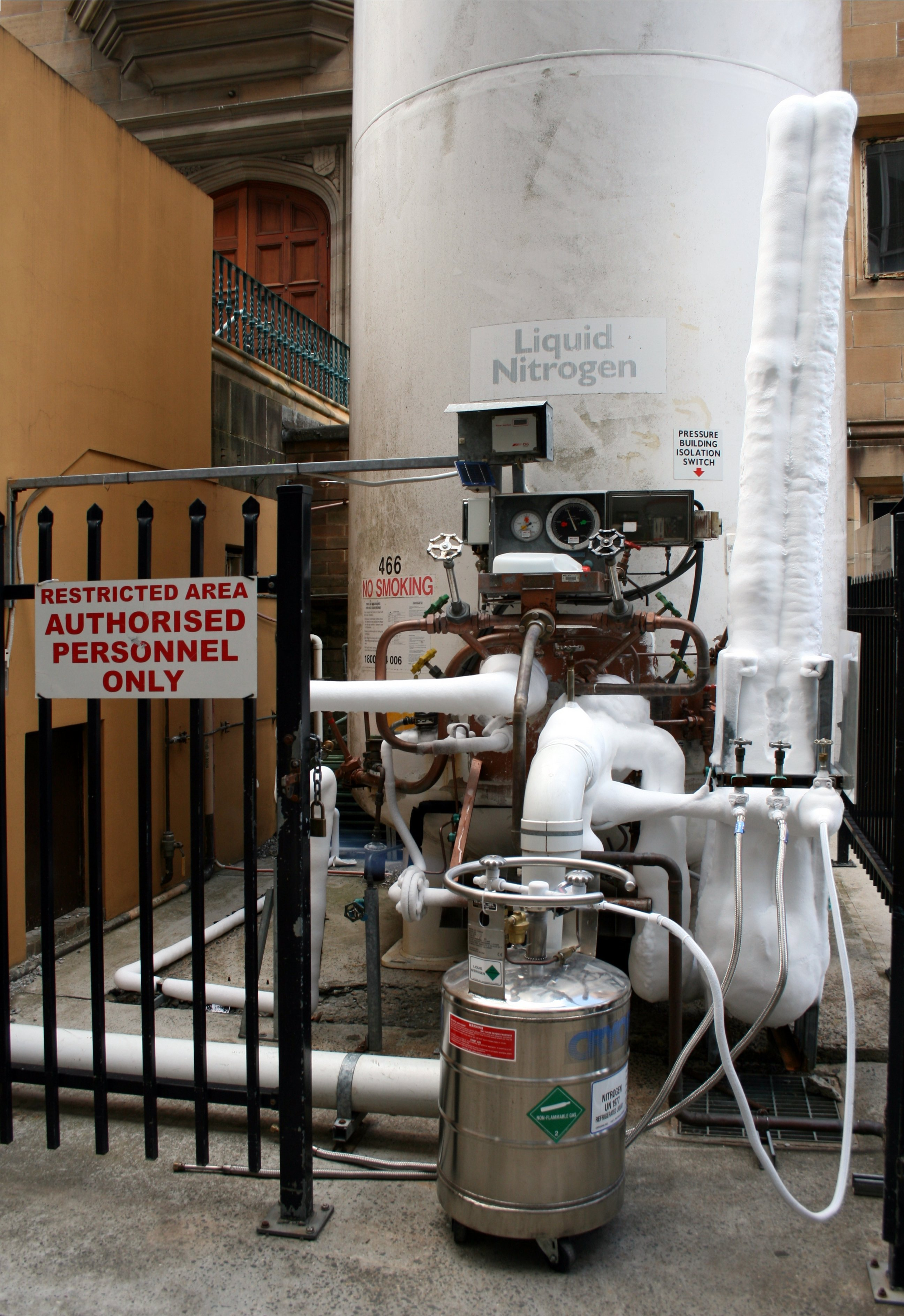
Llenado de un Dewar de nitrógeno líquido de un tanque de almacenamiento.